# Литрангоми
Литра̀нгоми (на гръцки: Λυθράγκωμη; на турски: Boltaşlı) е село в Кипър, окръг Фамагуста. Според статистическата служба на Северен Кипър през 2011 г. селото има 228 жители.
Де факто е под контрола на непризнатата Севернокипърска турска република.